# Joseph Reinach
Joseph Reinach (Párizs, 1856. szeptember 30. – Párizs, 1921. április 21.) francia politikus.

## Életrajza
Jogi tanulmányainak elvégzését követően Léon Gambetta pártfogása mellett a politikával kezdett foglalkozni, majd 1877-ben a République Française munkatársa lett. Gambetta 1881 novemberében irodafőnökévé nevezte ki. Gambetta bukása után mint a République Française főszerkesztője az opportunista irány egyik legbuzgóbb védője és Georges Boulanger egyik legelszántabb ellenfele volt. 1885-ben megbukott a választásokon, ellenben 1889-ben és 1893-ban képviselővé választották.
Kiadta Gambetta beszédeit 11 kötetben, valamint a Dépeches de la défense nationale című művet. Lefordította W. G. Hamilton: Logique parlementaire című művét és kiadta az Instructions des ambassadeurs de France című gyűjtemény több kötetét. A Boulanger ellen írt cikkei külön is megjelentek, egybegyűjtve, Les petites Catilinaires cím alatt.

## Művei
- La Serbie et le Monténégro (1876)
- Voyage en Orient (1879. 2 kötet)
- Les Récidivistes (1882)
- Le ministere Gambetta (1884)
- Léon Gambetta (1884)
- Manuel d'enseignement primaire (Richetvel, 1888)
- Études de littérature et d'histoire (1889)
- Les petites Catilinaires (3 kötet, Boulanger ellen)